# Los negocios de mamá
Los negocios de mamá es una serie de televisión de 13 episodios, de los que sólo llegaron a emitirse siete en Televisión española. Supuso el regreso de la actriz y cantante Rocío Dúrcal a la pantalla, tras 20 años apartada de la interpretación. Los guiones son de Ignacio del Moral y la dirección de Luis Sanz. Música de Nicolás 'Nick' Padrón.

## Argumento
Ana es una mujer madura que está sacando adelante su propio negocio: Ana, suma y sigue, una tienda de modas, por la que pasan personajes de todo tipo. Al mismo tiempo, deberá hacer compatible esta actividad con el cuidado de su familia, integrada por su familia: Ernesto, su marido, un nostálgico de mayo del 68 y sus tres hijos.

## Audiencias
El día de su estreno, la serie fue seguida por 3.043.000 (17% de cuota de pantalla), siendo la media de los siete capítulos emitidos de 2.900.000 espectadores (16'9% de cuota de pantalla). Esta situación precipitó la cancelación de la serie cuando aún faltaban seis capítulos por emitirse.

## Reparto
- Rocío Dúrcal ...Ana
- José Sancho ...Ernesto
- María Adánez ...Sandra
- Zoe Berriatúa
- Fernando García
- Juan José Artero
- María Luisa San José
- Nicolás Dueñas
- Fernando Cuesta
- Sonia Herrero
- María Pujalte
- Alicia Hermida